# Расстрел в Петровском парке
Расстрел в Петровском парке Москвы 5 сентября 1918 года - акт террора, совершенный сразу после объявления большевистской властью в РСФСР Красного террора, когда в Петровском парке московская ЧК провела публичный показательный расстрел заложников из числа высшего чиновничества и духовенства бывшей Российской империи. 
Всего было казнено до 80 человек. Среди прочих были расстреляны бывшие министры внутренних дел Н. А. Маклаков, А. Н. Хвостов, бывший министр юстиции И. Г. Щегловитов — последний председатель Государственного Совета, протоиерей Иоанн Восторгов. Также были расстреляны епископ Ефрем (Кузнецов), сенатор С. П. Белецкий и ряд других лиц.
Как вспоминал очевидец расстрела Сергей Кобяков:

Расстреливали всех в Петровском парке. Казнь была совершена публично. Чекисты выкрикивали имена казнимых. Указывая на Щегловитова, они кричали: «Вот бывший царский министр, который всю жизнь проливал кровь рабочих и крестьян…» …

За несколько минут до расстрела Белецкий бросился бежать, но приклады китайцев вогнали его в смертный круг. После расстрела все казнённые были ограблены…

## Память

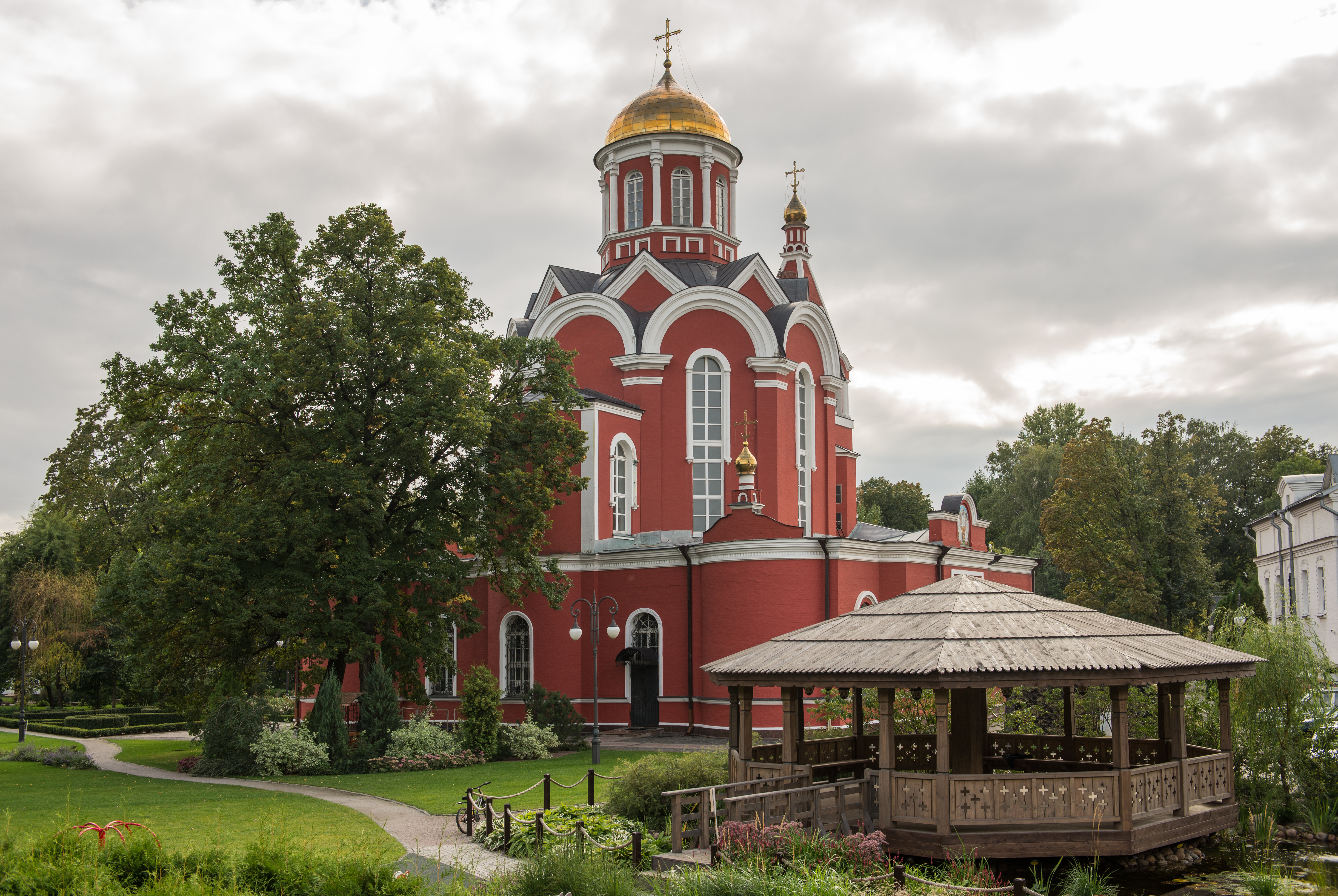
Церковь Благовещения в Петровском парке

- Памятный крест жертвам Красного террора в Петровском парке на территории храма Благовещения Пресвятой Богородицы,